# Helgoland (Schiff, 1911)
Die Helgoland war das Typschiff der nach ihr benannten Klasse von vier Großlinienschiffen der Kaiserlichen Marine. Es war das erste deutsche Großkampfschiff, dessen Hauptbewaffnung ein Kaliber von 30,5 cm aufwies. Die Helgoland gehörte zum I. Geschwader der Hochseeflotte und nahm mit diesem an den Einsätzen während des Ersten Weltkrieges teil. 1920 wurde das Schiff an Großbritannien ausgeliefert und 1924 abgewrackt.

## Bau
Die Howaldtswerke in Kiel begannen im Herbst 1908 mit dem Bau der „Ersatz Siegfried“. Das Schiff lief am 25. September 1909 vom Stapel. Herzog Ernst Günther, der Bruder von Kaiserin Auguste Viktoria, hielt die Taufrede. Seine Frau nahm die Taufe des Neubaus auf den Namen der Insel Helgoland vor. Anfang August 1911 erfolgte die Abnahmeprobefahrt.

## Friedenszeit
Die Helgoland wurde am 23. August 1911 erstmals in Dienst gestellt. Dies konnte vorzeitig geschehen, wurde jedoch anfangs geheim gehalten, um die Marokkokrise nicht zu verstärken. Das Linienschiff führte zunächst die üblichen Probefahrten durch und trat nach deren Abschluss am 20. Dezember in Wilhelmshaven als Ersatz für die Hannover zum I. Geschwader. Die Helgoland nahm im März 1912 an Flottenmanövern in der Nordsee teil, ebenso an einer Reise entlang der deutschen Ostseeküste. Im November wurden Übungen in der Nordsee, im Skagerrak und im Kattegat durchgeführt.
Die Helgoland nahm am 23. Mai 1913 an der Enthüllung eines Gedenksteins für die Opfer der Torpedoboote G 171 und S 178, des Hebeschiffs Unterelbe sowie des Luftschiffs L 1 auf Helgoland teil. Neben den üblichen Manövern wurde im Sommer 1913 eine Reise in norwegische Gewässer durchgeführt.

## Einsatz im Ersten Weltkrieg
Nach dem Ausbruch des Ersten Weltkrieges nahm die Helgoland gemeinsam mit dem I. Geschwader an den verschiedenen Einsätzen der Flotte teil. Im August 1915 gehörte das Schiff zu den Deckungsstreitkräften während des Unternehmens gegen den Rigaischen Meerbusen. Es folgten weitere Vorstöße der Flotte im September, Oktober und Dezember 1915, außerdem im März und April 1916.
Am 31. Mai 1916 kam es zur Seeschlacht vor dem Skagerrak. Während dieser erhielt die Helgoland einen 34,3-cm-Treffer im Vorschiff, der jedoch keine Opfer forderte. Im Nachtgefecht war das Schiff an der Abwehr und der Versenkung britischer Zerstörer beteiligt. Die in der Schlacht erlittenen Schäden wurden vom 3. bis zum 16. Juni durch die Kaiserliche Werft Wilhelmshaven repariert. Anschließend wurde die Helgoland im Vorposten- und Sicherungsdienst in der Nordsee eingesetzt. Vom 18. bis 20. August und vom 18. bis 20. Oktober fanden weitere Flottenvorstöße statt, an denen das Schiff beteiligt war.
Nach einem erneuten Werftaufenthalt im April 1917 rammte die Helgoland beim Ausdocken die in der Ausrüstung befindliche Hindenburg. Der Große Kreuzer wurde dabei leicht beschädigt. Im Oktober folgte gemeinsam mit der Oldenburg ein Vorstoß bis zur Amrumbank, um die von einer Minenunternehmung zurückkehrenden Brummer und Bremse aufzunehmen. Ende Oktober sollte die Helgoland im Rahmen des Unternehmens Albion in der östlichen Ostsee eingesetzt werden. Aufgrund des zügigen Fortschritts des Unternehmens wurde das Linienschiff jedoch nicht mehr gebraucht und kehrte von der Putziger Wiek über Kiel in die Nordsee zurück.
1918 wurde die Helgoland vornehmlich zur Sicherung von Minensuchflottillen eingesetzt. Vom 23. bis 25. April nahm das Schiff am letzten großen Vorstoß der Flotte teil, der aufgrund einer schweren Maschinenhavarie auf der Moltke abgebrochen werden musste. Zu der für Ende Oktober 1918 geplanten Flottenoperation stand die Helgoland bereit. Vor dem für den 30. Oktober geplanten Auslaufen kam es auf der Thüringen und der Helgoland jedoch zu Meutereien von Matrosen und Heizern. Diese konnten zwar niedergeschlagen werden, auf den Einsatz wurde jedoch verzichtet und die Geschwader in ihre Heimathäfen entlassen. Dies bildete die Ursache für den Kieler Matrosenaufstand und die daraus resultierende Novemberrevolution.
Zwei Matrosen der Helgoland, Richard Stumpf und Carl Richard Linke, haben über ihr Leben an Bord während des Krieges Tagebücher geführt, die erhalten geblieben sind. Das Deutsche Marinemuseum Wilhelmshaven veranstaltete dazu 2014 eine Ausstellung, zu der ein umfangreicher Begleitband erschienen ist. Richard Stumpf wurde später von dem Reichstagsuntersuchungsausschuss zu den Ursachen des Deutschen Zusammenbruchs im Jahr 1918 auf Initiative des Zentrumsabgeordneten Joseph Joos zum Sondersachverständigen bestellt und sein Tagebuch in gedruckter Form veröffentlicht.
Da die Helgoland als Schiff mit Kolbendampfmaschine bereits als veraltet galt, gehörte sie ebenso wie ihre Schwesterschiffe nicht zu den gemäß den Waffenstillstandsbedingungen zu internierenden Einheiten der Kaiserlichen Marine. Am 21. und 22. November unternahm das Schiff eine Fahrt nach Harwich-Reede, um von dort die Besatzungen übergebener U-Boote zurück in die Heimat zu befördern. Am 16. Dezember wurde die Helgoland schließlich außer Dienst gestellt.

## Verbleib
Nach dem Abschluss des Versailler Vertrages hatte das Deutsche Reich auch die verbliebenen Großkampfschiffe als Reparationen zu übergeben. Die Helgoland wurde am 5. November 1919 aus der Liste der Kriegsschiffe gestrichen und am 5. August 1920 als Schiff „K“ an Großbritannien übergeben. Die Royal Navy führte verschiedene Versuche an dem Schiff aus und ließ es ab 1924 in Morecambe abwracken.

## Kommandanten
| 23. August bis September 1911     | Kapitän zur See Friedrich Gädecke                             |
| September 1911 bis September 1913 | Kapitän zur See Gottfried Freiherr von Dalwigk zu Lichtenfels |
| Oktober 1913 bis Oktober 1915     | Kapitän zur See Ulrich Lübbert                                |
| Oktober 1915 bis August 1918      | Kapitän zur See Friedrich von Kameke                          |
| August bis September 1918         | Kapitän zur See Eberhard Heydel                               |
| September bis 16. Dezember 1918   | Kapitän zur See Gustav Luppe                                  |